# Podobenství o milosrdném Samaritánovi

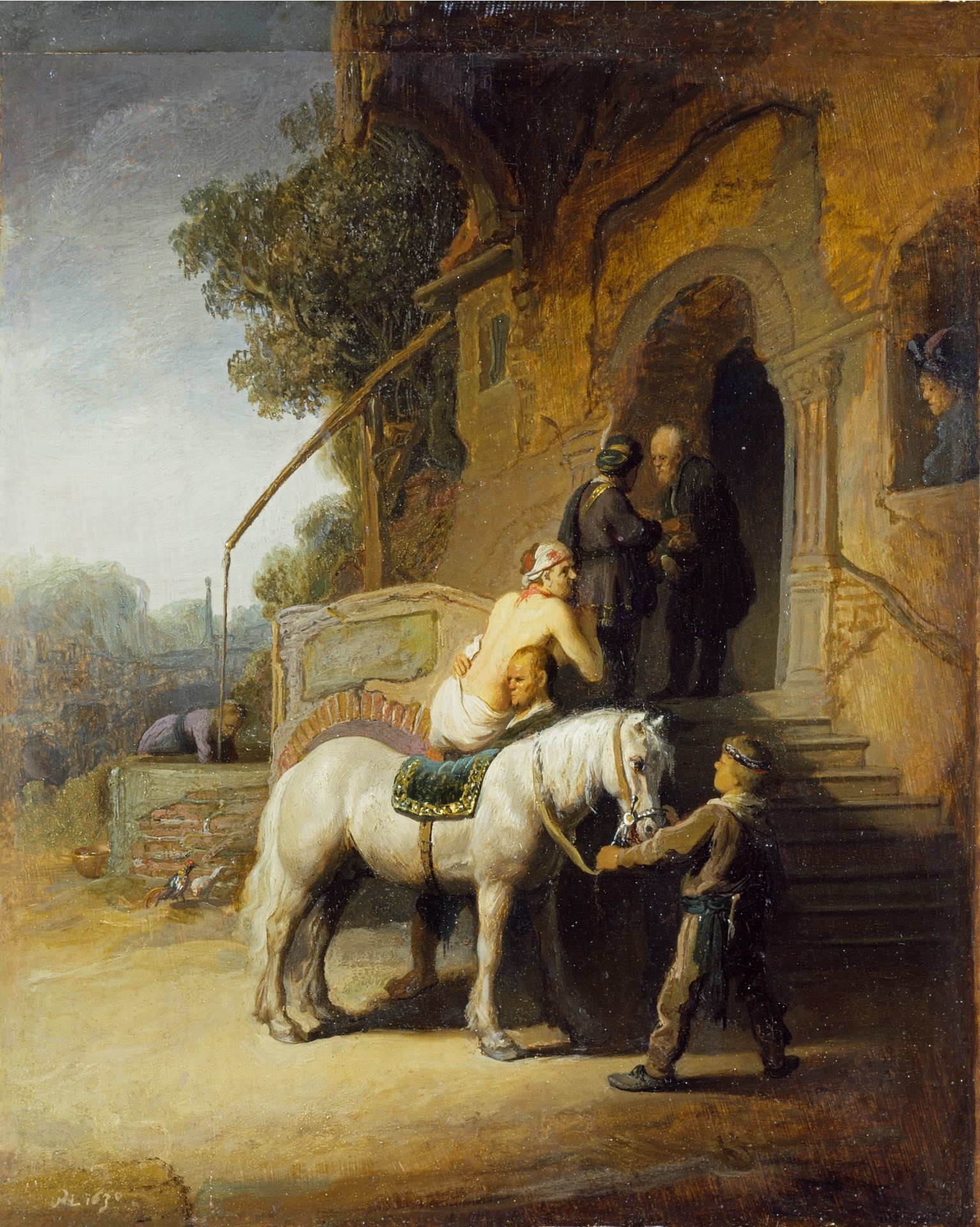
Rembrandt, Milosrdný Samaritán, 1633

Podobenství o milosrdném Samaritánovi je podobenství, obsažené v novozákonním Evangeliu svatého Lukáše. Židé a Samaritáni sebou navzájem opovrhovali a Ježíš v tomto podobenství vysvětluje, kdo je bližní, kterého měli podle Tóry židé i Samaritáni milovat. Z podobenství pochází pojmy jako samaritánství označující akt milosrdenství.
Podle vyprávění je poutník oloupen, zbit a ponechán polomrtvý u cesty. Nejprve kolem projde kněz, pak levita, přičemž se oba zraněnému vyhnou. Nakonec kolem projde Samaritán, který zraněnému pomůže.

## Kontext
Podobenství je zařazeno v úseku Ježíšovy cesty do Jeruzaléma, kde vybízí k následování a zvěstuje své poslání. Tato část přejímá svou látku převážně z pramene logií Q.

## Biblické vyprávění
Tu vystoupil jeden zákoník a zkoušel ho: „Mistře, co mám dělat, abych měl podíl na věčném životě?” Ježíš mu odpověděl: „Co je psáno v Zákoně? Jak to tam čteš?” On mu řekl: „Miluj Hospodina, Boha svého, z celého svého srdce, celou svou duší, celou svou silou a celou svou myslí” a „miluj svého bližního jako sám sebe.” Ježíš mu řekl: „Správně jsi odpověděl. To čiň a budeš živ.”
Zákoník se však chtěl ospravedlnit, a proto Ježíšovi řekl: „A kdo je můj bližní?”
Ježíš mu odpověděl: „Jeden člověk šel z Jeruzaléma do Jericha a padl do rukou lupičů; ti jej obrali, zbili a nechali tam ležet polomrtvého. Náhodou šel tou cestou jeden kněz, ale když ho uviděl, vyhnul se mu. A stejně se mu vyhnul i levita, když přišel k tomu místu a uviděl ho. Ale když jeden Samařan na své cestě přišel k tomu místu a uviděl ho, byl pohnut soucitem; přistoupil k němu, ošetřil jeho rány olejem a vínem a obvázal mu je, posadil jej na svého mezka, zavezl do hostince a tam se o něj staral. Druhého dne dal hostinskému dva denáry a řekl: ‘Postarej se o něj, a bude-li tě to stát víc, já ti to zaplatím, až se budu vracet.’
Kdo z těch tří, myslíš, byl bližním tomu, který upadl mezi lupiče?” Zákoník odpověděl: „Ten, který mu prokázal milosrdenství.” Ježíš mu řekl: „Jdi a jednej také tak.”
Evangelium podle Lukáše 10, 25-37 (CEP)